# 尼古拉·普朗克
尼古拉·普朗克（法語：Nicolas Planque，1976年11月9日—），法国男子赛艇运动员。他曾代表法国参加世界赛艇锦标赛，获得一枚金牌和一枚铜牌，均来自男子轻量级八人单桨有舵手项目。